# 오호트니 랴트역
오호트니 랴트 역(러시아어: Охо́тный ряд)은 모스크바 지하철 소콜니체스카야 선의 역이다. 1935년 개장했다.

## 역사
오호트니 랴트 역은 1935년 5월 15일 처음 개장되었다. 역이 세워질 당시 이름은 오호트니 랴트였으나, 이후 1955년 이메니 엘 엠 카가노비차 역으로 이름이 바뀌었다. 1957년에는 다시 오호트니 랴트로 이름이 바뀌었지만 1965년에 또다시 프로스펙트 마르크사로 이름을 바꾸었다. 현재의 이름은 1990년 개정된 것이다.

## 환승
이 역에서는 자모스크보레츠카야 선의 테아트랄나야 역으로 갈아탈 수 있다.